# 奧克城 (北卡羅萊納州)
奧克城（英語：Oak City）是一個位於美國北卡羅萊納州馬丁縣的城鎮。

## 人口
根據2020年美國人口普查的數據，奧克城的面積為2.60平方千米，皆為陸地。當地共有人口266人，而人口密度為每平方千米102人。